# Anthurium obtusum
Anthurium obtusum é uma espécie de plantas com flores. Foi descrito pela primeira vez por Adolf Engler, e recebeu o nome exato por Michael Howard Grayum. Anthurium obtusum pertence ao gênero Anthurium, e está relacionado com Araceae.
Este tipo de planta pode ser encontrado em:
- Suriname
- Peru
- Equador
- Venezuela
- Costa Rica
- Nicarágua
- norte do Brasil
- Andorra
- Bolívia
- Guiana
- Colômbia
- Belize
- El Salvador
- Guatemala
- Panamá

## Subespécies
O gênero é dividido nos seguintes tipos:
- A. o. obtusum
- A. o. puntarenense